# Deaflympics d'hiver de 1983
Les Deaflympics d'hiver de 1983, officiellement appelés les 10e Deaflympics d'hiver, ont lieu du 16 janvier au 23 janvier 1983 à Madonna di Campiglio, en Italie. Les Jeux rassemblent 147 athlètes de 15 pays. Ils participent dans deux sports et trois disciplines qui regroupent un total de dix-sept épreuves officielles, soit cinq épreuves de plus qu'en 1979. Les nouveaux participants sont le Royaume-Uni et l'Espagne. L'équipe de l'Union Soviétique a remporté le Deaflympics d'hiver de 1983.

## Nouvelle règle
Pendant le 27e congrès à Madonna di Campiglio, on ajoute une règle importante : les athlètes ne doivent pas porter les audioprothèses ou les aides auditives pendant les jeux des Deaflympics : le but est d'équilibrer les chances des sportifs et de respecter la devise des Deaflympics : Equal through Sports (L'égalité par le sport).

## Sport

### Sports individuels
- Patinage de vitesse
- Ski Descente
- Ski de fond
- Ski slalom
- Ski slalom géant

### Sports en équipe
- Ski de fond Relais

## Pays participants
- Allemagne de l'Ouest
- Australie
- Autriche
- Canada
- Espagne
- États-Unis
- France
- Italie
- Japon
- Norvège
- Royaume-Uni
- Suède
- Suisse
- Union soviétique
- Yougoslavie

## Compétition

### Tableau des médailles
- Pays organisateur (Italie)

| Rang   | Nation               | Or | Argent | Bronze | Total |
| ------ | -------------------- | -- | ------ | ------ | ----- |
| 1      | Union soviétique     | 6  | 7      | 4      | 17    |
| 2      | France               | 3  | 3      | 1      | 7     |
| 3      | Canada               | 3  | 0      | 0      | 3     |
| 4      | Norvège              | 2  | 1      | 6      | 9     |
| 5      | Australie            | 2  | 1      | 0      | 3     |
| 6      | Allemagne de l'Ouest | 1  | 0      | 3      | 4     |
| 7      | Italie               | 0  | 2      | 2      | 4     |
| 8      | Suède                | 0  | 2      | 0      | 2     |
| 9      | Suisse               | 0  | 1      | 1      | 2     |
| 10     | Autriche             | 0  | 0      | 0      | 0     |
| 10     | Espagne              | 0  | 0      | 0      | 0     |
| 10     | États-Unis           | 0  | 0      | 0      | 0     |
| 10     | Japon                | 0  | 0      | 0      | 0     |
| 10     | Royaume-Uni          | 0  | 0      | 0      | 0     |
| 10     | Yougoslavie          | 0  | 0      | 0      | 0     |
| Total: | Total:               | 17 | 17     | 17     | 51    |

### La France aux Deaflympics
Il s'agit de sa 7e participation aux Deaflympics d'hiver. Avec un total de 12 athlètes français, la France parvient à se hisser à la 2e place dans le classement par nation.

#### Médaillés
Les sportifs français ont remporté trois médailles d'or, trois médailles d'argent et une médaille de bronze.

- Ski Descente Femme : Paiani Véronique
- Ski Super-G Femme : Caroline Barbuzynski
- Ski slalom géant Femme : Brigitte Pelletier

- Ski slalom Femme : Caroline Barbuzynski
- Ski slalom géant Femme : Caroline Barbuzynski
- Ski Super-G Femme : Brigitte Pelletier

- Ski Descente Femme : Caroline Barbuzynski